# Consistoris de Joan Pau II

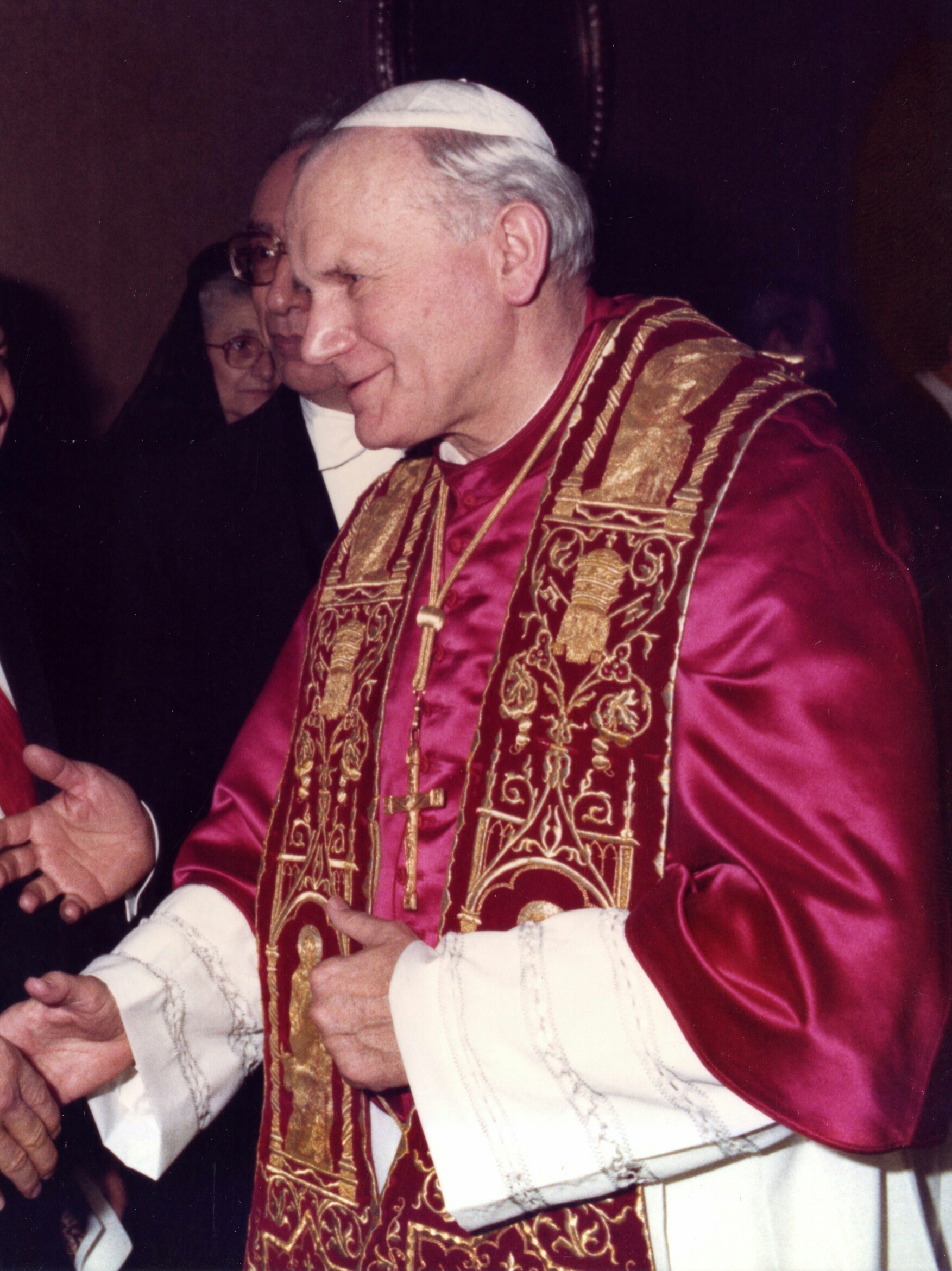
El Papa Joan Pau II

Aquest article recull l'elenc complert dels consistoris ordinaris públics per la creació de nous cardenals presidits pel Papa Joan Pau II, amb la indicació de tots els cardenals creats.
El Papa Joan Pau II va crear 231 cardenals (provinients da 69 països) a 9 consistoris. Cap altre pontífex de la història de l'Església Catòlica va crear un nombre tan elevat de purpurats.

## 30 de juny de 1979
El 30 de juny de 1979, durant el seu primer consistori, el Papa Joan Pau II creà catorze cardenals electors més un nomenat in pectore. Amb la creació dels nous catorze cardenals electors el nombre dels cardenals electors va arribar als cent vint, el límit màxim fixat pel Papa Pau VI al 1973. Els quinze nous purpurats van ser: 
- Agostino Casaroli, arquebisbe titular de Cartago, pro-Secretari d'Estat; creat cardenal prevere dels Santi XII Apostoli; mort el 9 de juny de 1998;
- Giuseppe Caprio, arquebisbe titular de Apollonia, president de l'A.P.S.A.; creat cardenal diaca de Santa Maria Ausiliatrice a via Tuscolana; mort el 15 d'octubre de 2005;
- Marco Cé, patriarca de Venècia (Itàlia); creat cardenal prevere de San Marco; mort el 12 de maig de 2014;
- Egano Righi-Lambertini, arquebisbe titular de Doclea, nunci apostòlic a França; creat cardenal diaca de San Giovanni Bosco a via Tuscolana; mort el 4 d'octubre de 2000;
- Joseph-Marie Trinh van-Can, arquebisbe de Hanoi (Vietnam); creat cardenal prevere de Santa Maria a Via; mort el 18 de maig de 1990;
- Ernesto Civardi, arquebisbe titular de Sardica, secretari de la Congregació per als Bisbes i del Sacre Col·legi; creat cardenal diaca de San Teodoro;mort el 28 de novembre de 1989
- Ernesto Corripio y Ahumada, arquebisbe de Ciutat de Mèxic (Mèxic); creat cardenal prevere dell'Immacolata al Tiburtino; mort el 10 d'abril de 2008;
- Joseph Asajiro Satowaki, arquebisbe de Nagasaki (Japó); creat cardenal prevere de Santa Maria de la Pace; mort el 8 d'agost de 1996;
- Roger Etchegaray, arquebisbe de Marsella (França); creat cardenal prevere de San Leone I;
- Anastasio Alberto Ballestrero O.C.D., arquebisbe de Torí (Itàlia); creat cardenal prevere de Santa Maria sopra Minerva; mort el 21 de juny de 1998;
- Tomás Ó Fiaich, arquebisbe d'Armagh (Irlanda); creat cardenal prevere de San Patrizio; mort el 8 de maig de 1990;
- Gerald Emmett Carter, arquebisbe de Toronto (Canadà); creat cardenal prevere de Santa Maria a Traspontina; mort el 6 d'abril de 2003;
- Franciszek Macharski, arquebisbe de Cracòvia (Polònia); creat cardenal prevere de San Giovanni a Porta Latina; mort el 2 d'agost de 2016;
- Władysław Rubin, arquebisbe titular de Serta, secretari general del Sínode dels bisbes; creat cardenal diaca de Santa Maria a Via Lata; mort el 28 de novembre de 1990

A més dels catorze cardenals electors publicats se'n creà un altre in pectore:
- Ignatius Kung Pin-mei, bisbe de Shanghai (República Popular Xinesa); creat cardenal prevere de San Sisto (publicat al consistori del 28 de juny de 1991); mort el 12 de març de 2000.

## 2 de febrer de 1983
El 2 de febrer de 1983 el papa Joan Pau II creà divuit nous cardenals, dels quals setze electors:
- Antoine Pierre Khoraiche, patriarca d'Antioquia dels Maronites (Líban); creat cardenal bisbe, mantenint el propi títol patriarcal; mort el 19 d'agost de 1994;
- Bernard Yago, arquebisbe d'Abidjan, (Costa d'Ivori); creat cardenal prevere de San Crisogono; mort el 5 d'octubre de 1997;
- Aurelio Sabattani, arquebisbe titular de Giustiniana Prima, pro-prefecte del Tribunal Suprem de la Signatura Apostòlica; creat cardenal diaca de Sant'Apollinare alle Terme Neroniane-Alessandrine; mort el 19 d'abril de 2003;
- Franjo Kuharić, arquebisbe de Zagreb (Croàcia); creat cardenal prevere de San Girolamo dels Croati; mort l'11 de març de 2002;
- Giuseppe Casoria, arquebisbe titular de Vescovio, pro-prefecte de la Congregació pel Culte Diví i la Disciplina dels Sagraments; cardenal diaca de San Giuseppe a Via Trionfale; mort el 8 de febrer de 2001;
- José Alí Lebrún Moratinos, arquebisbe de Caracas (Veneçuela); creat cardenal prevere de San Pancrazio fuori le mura; mort el 21 de febrer de 2001;
- Joseph Louis Bernardin, arquebisbe de Chicago (Estats Units); creat cardenal prevere de Gesù Divin Lavoratore; mort el 14 de novembre de 1996;
- Michael Michai Kitbunchu, arquebisbe de Bangkok (Tailàndia); creat cardenal prevere de San Lorenzo a Panisperna;
- Alexandre do Nascimento, arquebisbe de Luanda (Angola); creat cardenal prevere de San Marco a Agro Laurentino;
- Alfonso López Trujillo, arquebisbe de Medellín (Colòmbia); creat cardenal prevere de Santa Prisca; mort el 19 d'abril de 2008;
- Godfried Danneels, arquebisbe de Malines-Brussel·les (Bèlgica); creat cardenal prevere de Sant'Anastasia;
- Thomas Stafford Williams, arquebisbe de Wellington (Nova Zelanda); creat cardenal prevere de Gesù Divin Maestro alla Pineta Sacchetti;
- Carlo Maria Martini, S.J., arquebisbe de Milà (Itàlia); creat cardenal prevere de Santa Cecilia; mort el 31 d'agost de 2012;
- Jean-Marie Lustiger, arquebisbe de París (França); creat cardenal prevere dels Santi Marcellino e Pietro; mort el 5 d'agost de 2007;
- Józef Glemp, arquebisbe de Gniezno e de Varsòvia (Polònia); creat cardenal prevere de Santa Maria a Trastevere; mort el 23 de gener de 2013;
- Joachim Meisner, bisbe de Berlín (Alemanya); creat cardenal prevere de Santa Pudenziana.

Creà també due cardenals de més de vuitanta anys: 
- Julijans Vaivods, bisbe titular de Macriana Maggiore, administrador apostòlic de Riga (Letònia); creat cardenal prevere dels Santi Quattro Coronati; mort el 24 de maig de 1990;
- Henri-Marie de Lubac, S.J., teòleg; creat cardenal diaca de Santa Maria a Domnica; mort el 4 de setembre de 1991.

## 25 de maig de 1985
El 25 de maig de 1985 el papa Joan Pau II creà vint-i-vuit nous cardenals, dels quals vint-i-set eren electors:
- Luigi Dadaglio, arquebisbe titular de Lero, pro-Penitencier Major de la Santa Església Romana; creat cardenal diaca de San Pio V a Villa Carpegna; mort el 22 d'agost de 1990;
- Duraisamy Simon Lourdusamy, arquebisbe emèrit de Bangalore, secretari de la Congregació per l'Evangelització dels Pobles; creat cardenal diaca de Santa Maria delle Grazie alle Fornaci fuori Porta Cavalleggeri; mort el 2 de juny de 2014;
- Francis Arinze, arquebisbe emèrit d'Onitsha, pro-president del Secretariat per als No Cristians; creat cardenal diaca de San Giovanni de la Pigna;
- Juan Francisco Fresno Larraín, arquebisbe de Santiago de Xile (Xile); creat cardenal prevere de Santa Maria Immacolata de Lourdes a Boccea; mort el 14 d'octubre de 2004;
- Antonio Innocenti, arquebisbe titular d'Eclano, nunci apostòlic a Espanya; creat cardenal diaca de Santa Maria a Aquiro; mort el 6 de setembre de 2008;
- Miguel Obando Bravo, S.D.B., arquebisbe de Managua (Nicaràgua); creat cardenal prevere de San Giovanni Evangelista a Spinaceto;
- Paul Augustin Mayer, O.S.B., arquebisbe titular de Satriano, pro-prefecte de la Congregació pel Culte Diví i la Disciplina dels Sagraments; creat cardenal diaca de Sant'Anselmo all'Aventino; mort el 30 d'abril de 2010;
- Ángel Suquía Goicoechea, arquebisbe de Madrid (Espanya); creat cardenal prevere de la Gran Madre de Dio; mort el 13 de juliol de 2006;
- Jean Jérôme Hamer, O.P., arquebisbe titular de Lorium, pro-prefecte de la Congregació pels Religiosos i els Instituts Seculars; cardenal diaca de San Saba; mort el 2 de desembre de 1996;
- Ricardo Jamin Vidal, arquebisbe de Cebu (Filippine); creat cardenal prevere dels Santi Pietro e Paolo a Via Ostiense;
- Henryk Roman Gulbinowicz, arquebisbe de Breslau (Polònia); creat cardenal prevere dell'Immacolata Concezione de Maria a Grottarossa;
- Paulos Tzadua, arxieparca d'Addis Abeba dels Etíops (Etiòpia); creat cardenal prevere del Santissimo Nome de Maria a Via Latina; mort el 11 de desembre de 2003;
- Jozef Tomko, arquebisbe titular de Doclea, pro-prefecte de la Congregació per l'Evangelització dels Pobles; creat cardenal diaca de Gesù Buon Pastore alla Montagnola;
- Myroslav Ivan Ljubačivs'kyj, arquebisbe major de Leopoli degli Ucraini (Ucraina); creat cardenal prevere de Santa Sofia a Via Boccea; mort el 14 de desembre de 2000;
- Andrzej Maria Deskur, arquebisbe titular de Tene, president emèrit de la Comissió pontifícia per a les Comunicacions Socials; creat cardenal diaca de San Cesareo a Palatio; mort el 3 de setembre de 2011;
- Paul Poupard, arquebisbe titular d'Usula, pro-president del Secretari per als no creients; creat cardenal diaca de Sant'Eugenio;
- Louis-Albert Vachon, arquebisbe de Quebec (Canadà); creat cardenal prevere de San Paolo de la Croce a Corviale; mort el 29 de setembre de 2006;
- Albert Decourtray, arquebisbe de Lió (França); creat cardenal prevere de la Santissima Trinità al Monte Pincio; mort el 16 de setembre de 1994;
- Rosalio José Castillo Lara, S.D.B., arquebisbe titular de Precausa, pro-president de la Comissió pontifícia per a la interpretació autèntica del Codi Canònic; creat cardenal diaca de Nostra Signora de Coromoto a San Giovanni de Dio; mort el 16 d'octubre de 2007;
- Friedrich Wetter, arquebisbe de Munic i Freising (Alemanya); creat cardenal prevere de Santo Stefano al Monte Celio;
- Silvano Piovanelli, arquebisbe de Florència (Itàlia); creat cardenal prevere de Santa Maria delle Grazie a Via Trionfale, mort el 9 de juliol de 2016;
- Adrianus Johannes Simonis, arquebisbe d'Utrecht (Països Baixos); creat cardenal prevere de S. Clemente;
- Edouard Gagnon, P.S.S., arquebisbe titular de Giustiniana Prima, pro-president del Pontifici Consell per a la Família; creat cardenal diaca de Sant'Elena fuori Porta Prenestina; mort el 25 d'agost de 2007;
- Alfons Maria Stickler, S.D.B., arquebisbe titular de Bolsena, pro-bibliotecari de Santa Església Romana; creat cardenal diaca de San Giorgio a Velabro; mort el 12 de desembre de 2007;
- Bernard Francis Law, arquebisbe de Boston (Estats Units); creat cardenal prevere de Santa Susanna;
- John Joseph O'Connor, arquebisbe de Nova York (Estats Units); creat cardenal prevere dels Santi Giovanni e Paolo; mort el 3 de maig de 2000;
- Giacomo Biffi, arquebisbe de Bolonya (Itàlia); creat cardenal prevere dels Santi Giovanni Evangelista e Petronio; mort l'11 de juliol de 2015.

Creà també un cardenal de més de vuitanta anys: 
- Pietro Pavan, rector emèrit de la Pontifícia Universitat Lateranense; creat cardenal diaca de San Francesco de Paola ai Monti; mort el 26 de desembre de 1994.

## 28 de juny de 1988
El 28 de juny de 1988 el Papa Joan Pau II creà vint-i-quatre nous cardenals, tots ells electors:
- Eduardo Martínez Somalo, arquebisbe titular de Tagora, substitut de la Secreteria d'Estat; creat cardenal diaca del Santissimo Nome de Gesù;
- Achille Silvestrini, arquebisbe titular de Novaliciana, secretari del Consell pels Afers Públics de l'Església; creat cardenal diaca de San Benedetto fuori Porta San Paolo;
- Angelo Felici, arquebisbe titular de Cesariana, nunci apostòlic a França; creat cardenal diaca dels Santi Biagio e Carlo ai Catinari; mort el 17 de juny de 2007;
- Paul Grégoire, arquebisbe de Mont-real (Canadà); creat cardenal prevere de Nostra Signora del Santissimo Sacramento e Santi Martiri Canadesi; mort el 30 d'octubre de 1993;
- Antony Padiyara, arxieparca d'Ernakulam-Angamaly dels Siro-Malabaresi (Índia); creat cardenal prevere de Santa Maria "Regina Pacis" a Monte Verde; mort el 23 de març de 2000;
- José Freire Falcão, arquebisbe de Brasília (Brasil); creat cardenal prevere de San Luca a Via Prenestina;
- Michele Giordano, arquebisbe de Nàpols (Itàlia); creat cardenal prevere de San Gioacchino ai Prati de Castello; mort el 2 de desembre de 2010;
- Alexandre José Maria dos Santos, O.F.M., arquebisbe de Maputo (Moçambic); creat cardenal prevere de San Frumenzio ai Prati Fiscali;
- Giovanni Canestri, arquebisbe de Gènova (Itàlia); creat cardenal prevere de Sant'Andrea de la Valle; mort el 29 d'abril de 2015;
- Antonio María Javierre Ortas, S.D.B., arquebisbe titular de Meta, secretari de la Congregació per a l'Educació Catòlica; cardenal diaca de Santa Maria Liberatrice a Monte Testaccio; mort l'1 de febrer de 2007;
- Simon Ignatius Pimenta, arquebisbe de Bombai (Índia); creat cardenal prevere de Santa Maria "Regina Mundi" a Torre Spaccata; mort el 19 de juliol de 2013;
- Mario Revollo Bravo, arquebisbe de Bogotà (Colòmbia); creat cardenal prevere de San Bartolomeo all'Isola; mort el 3 de novembre de 1995;
- Edward Bede Clancy, arquebisbe de Sydney (Australia); creat cardenal prevere de Santa Maria a Vallicella; mort el 3 d'agost de 2014;
- Lucas Moreira Neves, O.P., arquebisbe de São Salvador da Bahia (Brasil); creat cardenal prevere dels Santi Bonifacio e Alessio; mort el 8 de setembre de 2002;
- James Aloysius Hickey, arquebisbe de Washington (Estats Units); creat cardenal prevere de Santa Maria Madre del Redentore a Tor Bella Monaca; mort el 24 d'octubre de 2004;
- Edmund Casimir Szoka, arquebisbe de Detroit (Estats Units); creat cardenal prevere dels Santi Andrea e Gregorio al Monte Celio; mort el 20 d'agost de 2014;
- László Paskai, O.F.M., arquebisbe d'Esztergom (Hongria); creat cardenal prevere de Santa Teresa al Corso d'Itàlia; mort el 17 d'agost de 2015;
- Christian Wiyghan Tumi, arquebisbe de Garoua (Camerun); creat cardenal prevere dels Santi Martiri dell'Uganda a Poggio Ameno;
- Hans Hermann Groër, O.S.B., arquebisbe de Viena (Austria); creat cardenal prevere dels Santi Gioacchino e Anna al Tuscolano; mort el 24 de març de 2003;
- Jacques-Paul Martin, arquebisbe titular de Neapoli de Palestina, prefecte emèrit de la Casa Pontifícia; cardenal diaca del Sacro Cuore de Cristo Re; mort el 27 de setembre de 1992;
- Franz Hengsbach, bisbe d'Essen (Alemanya); creat cardenal prevere de Nostra Signora de Guadalupe a Monte Mario; mort el 24 de juny de 1991;
- Vincentas Sladkevičius, M.I.C., bisbe titular de Abora, administrador apostòlic de Kaišiadorys (Lituània); cardenal prevere de l'Spirito Santo alla Ferratella; mort el 28 de maig de 2000;
- Jean Margéot, bisbe de Port-Louis (Maurici); creat cardenal prevere de San Gabriele Arcangelo all'Acqua Traversa; mort el 17 de juliol de 2009;
- John Baptist Wu Cheng-chung, bisbe de Hong Kong; creat cardenal prevere de la Beata Vergine Maria del Monte Carmelo a Mostacciano; mort el 23 de setembre de 2002.

Joan Pau II també havia anunciat la creació com a cardenal del suís Hans Urs von Balthasar, celebre teòleg, já de més de vuitanta anys, prevere del bisbat de Coira, el qual morí el 26 de juny, dos dies abans del consistori.

## 28 de juny de 1991
El 28 de juny de 1991 el papa Joan Pau II publicà el nomenament del cardenal in pectore Ignatius Kung Pin-mei, creat el consistori del 1979. A més creà vint-i-dos nous cardenals, dels quals vint eren electors:
- Angelo Sodano, arquebisbe titular de Nova de Cesare, pro-Secretari d'Estat; creat cardenal prevere de Santa Maria Nuova;
- Alexandru Todea, arxieparca de Făgăraș e Alba Iulia (Romania); creat cardenal prevere de Sant'Atanasio a Via Tiburtina; mort el 22 de maig de 2002;
- Pio Laghi, arquebisbe titular de Mauriana, pro-prefecte de la Congregació per a l'Educació Catòlica; creat cardenal diaca de Santa Maria Ausiliatrice a via Tuscolana; mort el 10 de gener de 2009;
- Edward Idris Cassidy, arquebisbe titular d'Amanzia, president del Consell Pontifici per a la Promoció de la Unitat dels Cristians; creat cardenal diaca de Santa Maria a Via Lata;
- Robert-Joseph Coffy, arquebisbe de Marsella (França); creat cardenal prevere de San Luigi Maria Grignion de Montfort; mort el 15 de juliol de 1995;
- Frédéric Etsou-Nzabi-Bamungwabi, C.I.C.M., arquebisbe de Kinshasa, (Rep. Dem. del Congo); creat cardenal prevere de Santa Lucia a Piazza d'Armi; mort el 6 de gener de 2007;
- Nicolás de Jesús López Rodríguez, arquebisbe de Santo Domingo (República Dominicana); creat cardenal prevere de San Pio X alla Balduina;
- José Tomás Sánchez, arquebisbe emèrit de Nueva Segovia, secretari de la Congregació per l'Evangelització dels Pobles; creat cardenal diaca de San Pio V a Villa Carpegna; mort el 9 de març de 2012;
- Virgilio Noè, arquebisbe titular de Voncaria, pro-vicari general de Sa Santedat per a l'Estat de la Ciutat del Vaticà; creat cardenal diaca de San Giovanni Bosco a via Tuscolana; mort el 24 de juliol de 2011;
- Antonio Quarracino, arquebisbe de Buenos Aires (Argentina); creat cardenal prevere de Santa Maria de la Salute a Primavalle; mort el 28 de febrer de 1998;
- Fiorenzo Angelini, arquebisbe titular de Messene, president del Consell Pontifici per a la Cura Pastoral dels Treballadors dels Serveis de Sanitat; creat cardenal diaca de Santo Spirito a Sassia; mort el 22 de novembre de 2014;
- Roger Michael Mahony, arquebisbe de Los Angeles (Estats Units); creat cardenal prevere dels Santi Quattro Coronati;
- Juan Jesús Posadas Ocampo, arquebisbe de Guadalajara (Mèxic); cardenal prevere de Nostra Signora de Guadalupe e San Filippo Martire a Via Aurelia; mort el 24 de maig de 1993;
- Anthony Joseph Bevilacqua, arquebisbe de Filadèlfia (Estats Units); creat cardenal prevere del Santissimo Redentore e Sant'Alfonso in Via Merulana; mort el 31 de gener de 2012;
- Giovanni Saldarini, arquebisbe de Torí (Itàlia); creat cardenal prevere (pro illa vice) del Sacro Cuore de Gesù a Castro Pretorio; mort el 18 d'abril de 2011;
- Cahal Brendan Daly, arquebisbe d'Armagh (Irlanda); creat cardenal prevere de San Patrizio; mort el 31 de desembre de 2009;
- Camillo Ruini, arquebisbe titular de Nepte, pro-vicari general de Sa Santetat pel bisbat de Roma (Itàlia); creat cardenal prevere de Sant'Agnese fuori le mura;
- Ján Chryzostom Korec, S.J., bisbe de Nitra (Eslovàquia); creat cardenal prevere dels Santi Fabiano e Venanzio a Villa Fiorelli; mort el 24 d'octubre de 2015;
- Henri Schwery, bisbe de Sion (Suïssa); creat cardenal prevere dels Santi Protomartiri a Via Aurelia Antica;
- Georg Maximilian Sterzinsky, bisbe de Berlín (Alemanya); creat cardenal prevere de San Giuseppe all'Aurelio; mort el 30 de juny de 2011.

Creà també dos cardenals de més de vuitanta anys: 
- Guido Del Mestri, arquebisbe titular de Tuscamia, nunci apostòlic emèrit a Alemanya; creat cardenal diaca de Sant'Eustachio; mort el 2 d'agost de 1993;
- Paolo Dezza, S.J., rector emèrito de la Pontifícia Universitat Gregoriana; creat cardenal diaca de Sant'Ignazio de Loyola a Campo Marzio; mort el 17 de desembre de 1999.

## 26 de novembre de 1994
El 26 de novembre de 1994 el papa Joan Pau II creà trenta nous cardenals, dels quals vint-i-quatre eren electors:
- Nasrallah Pierre Sfeir, patriarca de Antioquia dels Maronites (Libano); creat cardenal bisbe del mateix títol patriarcal;
- Miloslav Vlk, arquebisbe de Praga (República Txeca); creat cardenal prevere de Santa Croce a Gerusalemme;
- Luigi Poggi, arquebisbe titular de Forontoniana, pro-bibliotecari de la Santa Església Romana; creat cardenal diaca de Santa Maria a Domnica; mort el 4 de maig de 2010;
- Peter Seiichi Shirayanagi, arquebisbe de Tōkyō (Japó); creat cardenal prevere de Santa Emerenziana a Tor Fiorenza; mort el 30 de desembre de 2009;
- Vincenzo Fagiolo, arquebisbe emèrit de Chieti e Vasto, president del Consell Pontifici per als Textos Legislatius; creat cardenal diaca de San Teodoro; mort el 22 de setembre de 2000;
- Carlo Furno, arquebisbe titular d'Abari, nunci apostòlic a Itàlia; creat cardenal diaca del Sacro Cuore de Cristo Re; mort el 9 de desembre de 2015;
- Carlos Oviedo Cavada, O. de M., arquebisbe de Santiago de Xile (Xile); creat cardenal prevere (pro hac vice) de Santa Maria de la Scala; mort el 7 de desembre de 1998;
- Thomas Joseph Winning, arquebisbe de Glasgow (Escòcia); creat cardenal prevere de Sant'Andrea delle Fratte; mort el 17 de juny de 2001;
- Adolfo Antonio Suárez Rivera, arquebisbe de Monterrey (Mèxic); creat cardenal prevere de Nostra Signora di Guadalupe a Monte Mario; mort el 22 de març de 2008;
- Jaime Lucas Ortega y Alamino, arquebisbe de San Cristóbal de l'Habana (Cuba); creat cardenal prevere dels Santi Aquila e Priscilla;
- Julius Riyadi Darmaatmadja, S.J., arquebisbe de Semarang (Indonèsia); creat cardenal prevere del Sacro Cuore di Maria;
- Jan Pieter Schotte, C.I.C.M., arquebisbe titular de Silli, secretari general del Sínode dels bisbes; creat cardenal diaca de San Giuliano dels Fiamminghi; mort el 10 de gener de 2005
- Pierre Étienne Louis Eyt, arquebisbe de Bordeus (França); creat cardenal prevere de la Santissima Trinità al Monte Pincio; mort l'11 de juny de 2001;
- Gilberto Agustoni, arquebisbe titular de Caorle, prefecte del Tribunal Suprem de la Signatura Apostòlica; creat cardenal diaca dels Santi Urbano e Lorenzo a Prima Porta;
- Emmanuel Wamala, arquebisbe de Kampala (Uganda); creat cardenal prevere de Sant'Ugo;
- William Henry Keeler, arquebisbe de Baltimore (Estats Units); creat cardenal prevere de Santa Maria degli Angeli;
- Augusto Vargas Alzamora, S.J., arquebisbe de Lima (Perù); creat cardenal prevere de San Roberto Bellarmino; mort el 4 de setembre de 2000;
- Jean-Claude Turcotte, arquebisbe de Mont-real (Canadà); creat cardenal prevere de Nostra Signora del Santissimo Sacramento e Santi Martiri Canadesi; mort el 8 d'abril de 2015;
- Ricard Maria Carles i Gordó, arquebisbe de Barcelona (Catalunya); creat cardenal prevere de Santa Maria Consolatrice al Tiburtino, mort el 17 de desembre de 2013;
- Adam Joseph Maida, arquebisbe de Detroit (Estats Units); creat cardenal prevere dels Santi Vitale, Valeria, Gervasio e Protasio;
- Vinko Puljić, arquebisbe de Sarajevo (Bòsnia i Hercegovina); creat cardenal prevere de Santa Chiara a Vigna Clara;
- Armand Gaétan Razafindratandra, arquebisbe d'Antananarivo (Madagascar); creat cardenal prevere dels Santi Silvestro e Martino ai Monti; mort el 9 de gener de 2010;
- Paul Joseph Pham Ðình Tung, arquebisbe de Hanoi (Vietnam); creat cardenal prevere de Santa Maria "Regina Pacis" a Ostia mare; mort el 22 de febrer de 2009;
- Juan Sandoval Íñiguez, arquebisbe de Guadalajara (Mèxic); creat cardenal prevere de Nostra Signora de Guadalupe e San Filippo Martire a Via Aurelia.

També creà sis cardenals de més de vuitanta anys: 
- Bernardino Carlos Guillermo Honorato Echeverría Ruiz, O.F.M., arquebisbe emèrit de Guayaquil (Equador); cardenal prevere dels Santi Nereo e Achilleo; mort el 6 d'abril de 2000;
- Kazimierz Świątek, arquebisbe de Minsk-Mahiliou (Belarús); creat cardenal prevere de San Gerardo Maiella; mort el 21 de juliol de 2011;
- Ersilio Tonini, arquebisbe emèrit de Ravenna-Cervia (Itàlia); creat cardenal prevere del Santissimo Redentore a Val Melaina; mort el 28 de juliol de 2013;
- Mikel Koliqi, prevere de l'arquebisbat de Scutari (Albània); creat cardenal diaca de Ognissanti a Via Appia Nuova; mort el 28 de gener de 1997;
- Yves-Marie-Joseph Congar, O.P., prevere, teòleg i filòsof; creat cardenal diaca de San Sebastiano al Palatino; mort el 22 de juny de 1995;
- Alois Grillmeier, S.J., prevere, teòleg; creat cardenal diaca de San Nicola a Carcere; mort el 13 de setembre de 1998.

## 21 de febrer de 1998
El 21 de febrer de 1998 papa Joan Pau II creà vint-i-dos nous cardenals, dels quals dos estaven reservats in pectore, i un de més de vuitanta anys:
- Jorge Medina Estévez, arquebisbe emèrit de Valparaìso, pro-prefecte de la Congregació pel Culte Diví i la Disciplina dels Sagraments; creat cardenal diaca de San Saba;
- Alberto Bovone, arquebisbe titular de Cesarea de Numidia, pro-prefecte de la Congregació per a les Causes dels Sants; creat cardenal diaca de Ognissanti a Via Appia Nuova; mort el 17 d'abril de 1998;
- Darío Castrillón Hoyos, arquebisbe emèrit de Bucaramanga, pro-prefecte de la Congregació per al Clergat; creat cardenal diaca del Santissimo Nome de Maria al Foro Traiano;
- Lorenzo Antonetti, arquebisbe titular de Roselle, pro-president de l'Administració del Patrimoni de la Seu Apostòlica; creat cardenal diaca de Sant'Agnese a Agone; mort el 10 d'abril de 2013;
- James Francis Stafford, arquebisbe emèrit de Denver, president del Consell Pontifici per als Laics; creat cardenal diaca de Gesù Buon Pastore alla Montagnola;
- Salvatore De Giorgi, arquebisbe de Palerm (Itàlia); creat cardenal prevere de Santa Maria in Ara Coeli;
- Serafim Fernandes de Araújo, arquebisbe de Belo Horizonte (Brasil); creat cardenal prevere de San Luigi Maria Grignion de Montfort;
- Antonio María Rouco Varela, arquebisbe de Madrid (Espanya); creat cardenal prevere de San Lorenzo in Damaso;
- Aloysius Matthew Ambrozic, arquebisbe de Toronto (Canadà); creat cardenal prevere dels Santi Marcellino e Pietro; mort el 26 d'agost de 2011;
- Jean Marie Julien Balland, arquebisbe de Lió (França); creat cardenal prevere de San Pietro in Vincoli; mort l'1 de març de 1998;
- Dionigi Tettamanzi, arquebisbe de Gènova (Itàlia); creat cardenal prevere dels Santi Ambrogio e Carlo;
- Polycarp Pengo, arquebisbe de Dar-es-Salaam (Tanzània); creat cardenal prevere de Nostra Signora de La Salette;
- Christoph Schönborn, O.P., arquebisbe de Viena (Austria); creat cardenal prevere de Gesù Divin Lavoratore;
- Norberto Rivera Carrera, arquebisbe de Ciutat de Mèxic (Mèxic); creat cardenal prevere de San Francesco d'Assisi a Ripa Grande;
- Francis Eugene George, O.M.I., arquebisbe de Chicago (Estats Units); creat cardenal prevere de San Bartolomeo all'Isola; mort el 17 d'abril de 2015;
- Paul Shan Kuo-hsi, S.J., bisbe de Kaohsiung (Taiwan); creat cardenal prevere de San Crisogono; mort el 22 d'agost de 2012;
- Giovanni Cheli, arquebisbe titular de Santa Giusta, president del Consell Pontifici per a la Cura Pastoral dels Migrants i els Itinerants; creat cardenal diaca dels Santi Cosma e Damiano; mort el 8 de febrer de 2013;
- Francesco Colasuonno, arquebisbe titular de Tronto, nunci apostòlic a Itàlia; creat cardenal diaca de Sant'Eugenio; mort el 31 de maig de 2003;
- Dino Monduzzi, bisbe titular de Capri, prefecte de la Casa Pontifícia; creat cardenal diaca de San Sebastiano al Palatino; mort el 13 d'octubre de 2006.

També creà i publicà un cardenal de més de vuitanta anys::
- Adam Kozłowiecki, S.J., arquebisbe emèrit de Lusaka (Zambia); creat cardenal prevere de Sant'Andrea al Quirinale; mort el 28 de setembre de 2002.

En aquest consistori van crear-se també dos cardenals in pectore, que van ser publicats al consistori del 21 de febrer de 2001:
- Marian Jaworski, arquebisbe de Leopoli (Ucraïna); creat cardenal prevere de San Sisto;
- Jānis Pujats, arquebisbe de Riga (Letònia); creat cardenal prevere de Santa Silvia.

Joan Pau II també havia anunciat la creació com a cardenal del croat Josip Uhač, arquebisbe titular de Tharros, secretari de la Congregació per l'Evangelització dels Pobles, que morí el 18 de febrer, tres dies abans del consistori.

## 21 de febrer de 2001
El consistori del 21 de febrer de 2001 va ser en el que el Papa Joan Pau II creà el major nombre de cardenals, quaranta-dos, dels quals trenta-vuit eren electors, un record a la història de l'Església Catòlica. A més publicà els dos cardenals creats in pectore al consistori del 1998: Marian Jaworski i Jānis Pujats. L'annunci dels noms dels cardenals va donar-se en dos temps: el 21 de gener s'anunciaren trenta-set nous cardenals; i el 28 de gener s'anuncià el nom dels dos cardenals in pectore, així com el nom de cinc nous cardenals (Huzar, Degenhardt, Terrazas Sandoval, Fox Napier i Lehmann).
En aquest consistori també rebé la púrpura l'arquebisbe de Buenos Aires, Jorge Mario Bergoglio, S.J., el futur pontífex Francesc.
- Giovanni Battista Re, arquebisbe titular de Vescovio, prefecte de la Congregació per als Bisbes; creat cardenal prevere dels Santi XII Apostoli;
- François-Xavier Nguyên Van Thuán, arquebisbe titular de Vadesi, president del Consell Pontifici per a la Justícia i la Pau; creat cardenal diaca de Santa Maria de la Scala; mort el 16 de setembre de 2002;
- Agostino Cacciavillan, arquebisbe titular d'Amiterno, president de l'Administració del Patrimoni de la Seu Apostòlica; cardenal diaca dels Santi Angeli Custodi a Città Giardino;
- Sergio Sebastiani, arquebisbe titular de Cesarea de Mauritania, president de la Prefectura dels Afers Econòmics de la Santa Seu; creat cardenal diaca de Sant'Eustachio;
- Zenon Grocholewski, arquebisbe titular d'Agropoli, prefecte de la Congregació per a l'Educació Catòlica; creat cardenal diaca de San Nicola a Carcere;
- José Saraiva Martins, C.M.F., arquebisbe titular de Tuburnica, prefecte de la Congregació per a les Causes dels Sants; creat cardenal diaca de Nostra Signora del Sacro Cuore;
- Crescenzio Sepe, arquebisbe titular de Grado, secretari emèrit de la Congregació per al Clergat; creat cardenal diaca de Dio Padre Misericordioso;
- Jorge María Mejía, arquebisbe titular d'Apollonia, bibliotecari de la Santa Església Romana; creat cardenal diaca de San Girolamo de la Carità; mort el 9 de desembre de 2014;
- Ignace Moussa I Daoud, patriarca emèrit d'Antioquia dels Siris, prefecte de la Congregació per a les Esglésies Orientals; creat cardenal bisbe, mantenint el propi títol patriarcal; mort el 7 d'abril de 2012;
- Mario Francesco Pompedda, arquebisbe titular de Bisarcio, prefecte del Tribunal Suprem de la Signatura Apostòlica; creat cardenal diaca dell'Annunciazione de la Beata Vergine Maria a Via Ardeatina; mort el 18 d'octubre de 2006;
- Walter Kasper, bisbe emèrit de Rottenburg-Stoccarda, secretari del Consell Pontifici per a la Promoció de la Unitat dels Cristians; cardenal diaca de Ognissanti a Via Appia Nuova;
- Johannes Joachim Degenhardt, arquebisbe de Paderborn (Alemanya); creat cardenal prevere de San Liborio; mort el 25 de juliol de 2002;
- Antonio José González Zumárraga, arquebisbe de Quito (Equador); creat cardenal prevere de Santa Maria in Via; mort el 13 d'octubre de 2008;
- Ivan Dias, arquebisbe de Bombai (Índia); creat cardenal prevere dello Spirito Santo alla Ferratella;
- Geraldo Majella Agnelo, arquebisbe de San Salvador de Bahia (Brasil); creat cardenal prevere de San Gregorio Magno alla Magliana Nuova;
- Pedro Rubiano Sáenz, arquebisbe de Bogotà (Colòmbia); creat cardenal prevere de la Trasfigurazione di Nostro Signore Gesù Cristo;
- Theodore Edgar McCarrick, arquebisbe de Washington (Estats Units); creat cardenal prevere dels Santi Nereo e Achilleo;
- Desmond Connell, arquebisbe de Dublín (Irlanda); creat cardenal prevere de San Silvestro a Capite;
- Audrys Juozas Bačkis, arquebisbe de Vilnius (Lituània); creat cardenal prevere de la Natività de Nostro Signore Gesù Cristo a Via Gallia;
- Francisco Javier Errázuriz Ossa, P. Schönstatt, arquebisbe de Santiago del Xile; creat cardenal prevere de Santa Maria de la Pace;
- Julio Terrazas Sandoval, C.SS.R., arquebisbe de Santa Cruz de la Sierra (Bolívia); creat cardenal prevere de San Giovanni Battista de' Rossi; mort el 9 de desembre de 2015;
- Wilfrid Fox Napier, O.F.M., arquebisbe de Durban (Sud-àfrica); creat cardenal prevere de San Francesco d'Assisi ad Acilia;
- Óscar Andrés Rodríguez Maradiaga, S.D.B., arquebisbe de Tegucigalpa (Honduras); creat cardenal prevere de Santa Maria de la Speranza;
- Bernard Agré, arquebisbe d'Abidjan (Costa d'Ivori); creat cardenal prevere de San Giovanni Crisostomo a Monte Sacro Alto; mort el 9 de juny de 2014;
- Louis-Marie Billé, arquebisbe de Lió (França); creat cardenal prevere de San Pietro a Vincoli; mort el 12 de març de 2002;
- Antonio Ignacio Velasco Garcia, S.D.B., arquebisbe de Caracas (Venezuela); creat cardenal prevere de Santa Maria Domenica Mazzarello; mort el 6 de juliol de 2003;
- Juan Luis Cipriani Thorne, arquebisbe de Lima (Perù); creat cardenal prevere de San Camillo de Lellis agli Orti Sallustiani;
- Francisco Álvarez Martínez, arquebisbe de Toledo (Espanya); creat cardenal prevere de Santa Maria "Regina Pacis" a Monte Verde;
- Cláudio Hummes, O.F.M., arquebisbe de Sao Paulo (Brasil); creat cardenal prevere de Sant'Antonio da Padova a Via Merulana;
- Varkey Vithayathil, C.SS.R., arquebisbe major d'Ernakulam-Angamaly dels Siro-Malabaresi (Índia); cardenal prevere de San Bernardo alle Terme Diocleziane; mort l'1 d'abril de 2011
- Jorge Mario Bergoglio, S.J., arquebisbe de Buenos Aires (Argentina); creat cardenal prevere de San Roberto Bellarmino; posteriorment elegit Papa Francesc el 13 de març de 2013;
- José da Cruz Policarpo, patriarca de Lisboa (Portugal); creat cardenal prevere de Sant'Antonio a Campo Marzio; mort el 12 de març de 2014;
- Severino Poletto, arquebisbe de Torí (Itàlia); creat cardenal prevere (pro illa vice) de San Giuseppe a Via Trionfale;
- Cormac Murphy-O'Connor, arquebisbe de Westminster (Anglaterra); creat cardenal prevere de Santa Maria sopra Minerva;
- Edward Michael Egan, arquebisbe de Nova York (Estats Units); creat cardenal prevere dels Santi Giovanni e Paolo; mort el 5 de març de 2015;
- Ljubomyr Huzar, M.S.U., arquebisbe major de Lviv dels Ucraïnesos (Ucraina); creat cardenal prevere de Santa Sofia a Via Boccea;
- Karl Lehmann, bisbe de Magúncia (Alemanya); creat cardenal prevere de San Leone I;
- Roberto Tucci, S.J., prevere, president emèrit de Ràdio Vaticana; creat cardenal diaca de Sant'Ignazio de Loyola a Campo Marzio; mort el 14 d'abril de 2015.

També creà quatre cardenals de més de vuitanta anys: 
- Stéphanos II Ghattas, C.M., patriarca de Alessandria dels Coptes (Egipte); creat cardenal bisbe, mantenint el propi títol patriarcal; mort el 20 de gener de 2009;
- Jean Marcel Honoré, arquebisbe emèrit de Tours (França); creat cardenal prevere de Santa Maria de la Salute a Primavalle; mort el 28 de febrer de 2013;
- Leo Scheffczyk, prevere, teòleg; creat cardenal diaca de San Francesco Saverio alla Garbatella; mort el 8 de desembre de 2005;
- Avery Robert Dulles, S.J.., prevere, teòleg; creat cardenal diaca dels Santissimi Nomi de Gesù e Maria a via Lata; mort el 12 de desembre de 2008.

## 21 d'octubre de 2003
El 21 d'octubre de 2003 papa Joan Pau II creà trenta nous cardenals, dels quals vint-i-sis electors. el papa anuncià la creació d'un cardenal reservat in pectore, el qual mai no va ser publicat.
- Jean-Louis Tauran, arquebisbe titular de Telepte, Secretari per a les relacions amb els Estats; creat cardenal diaca de Sant'Apollinare alle Terme Neroniane-Alessandrine;
- Renato Raffaele Martino, arquebisbe titular de Segerme, president del Consell Pontifici per a la Justícia i la Pau; creat cardenal diaca de San Francesco de Paola ai Monti;
- Francesco Marchisano, arquebisbe titular de Populonia, arxipreste de la Basílica de Sant Pere del Vaticà; cardenal diaca de Santa Lucia del Gonfalone; mort el 27 de juliol de 2014;
- Julián Herranz Casado, arquebisbe titular de Vertara, president del Consell Pontifici per als Textos Legislatius; creat cardenal diaca de Sant'Eugenio;
- Javier Lozano Barragán, arquebisbe-bisbe emèrit de Zacatecas, president del Consell Pontifici per a la Cura Pastoral dels Treballadors dels Serveis de Sanitat; creat cardenal diaca de San Michele Arcangelo;
- Stephen Fumio Hamao, arquebisbe-bisbe emèrit de Yokohama, president del Consell Pontifici per a la Cura Pastoral dels Migrants i els Itinerants; creat cardenal diaca de San Giovanni Bosco a via Tuscolana; mort el 8 de novembre de 2007;
- Attilio Nicora, arquebisbe-bisbe emèrit de Verona, president de l'Administració del Patrimoni de la Seu Apostòlica; creat cardenal diaca de San Filippo Neri a Eurosia;
- Angelo Scola, patriarca de Venècia (Itàlia); creat cardenal prevere dels Santi XII Apostoli;
- Anthony Olubunmi Okogie, arquebisbe de Lagos (Nigèria); creat cardenal prevere de la Beata Vergine Maria del Monte Carmelo a Mostacciano;
- Bernard Panafieu, arquebisbe de Marsella (França); creat cardenal prevere de San Gregorio Barbarigo alle Tre Fontane;
- Gabriel Zubeir Wako, arquebisbe de Khartum (Sudan); creat cardenal prevere de Sant'Atanasio a Via Tiburtina;
- Carlos Amigo Vallejo, O.F.M., arquebisbe de Sevilla (Espanya); creat cardenal prevere de Santa Maria a Monserrato degli Spagnoli;
- Justin Francis Rigali, arquebisbe de Filadèlfia (Estats Units); creat cardenal prevere de Santa Prisca;
- Keith Michael Patrick O'Brien, arquebisbe de Saint Andrews i Edimburg (Escòcia); creat cardenal prevere dels Santi Gioacchino e Anna al Tuscolano; el 20 de març de 2015 el Papa Francesc acceptà la seva renúncia als drets i privilegis del cardenalat;
- Eusébio Oscar Scheid, S.C.I., arquebisbe de São Sebastião do Rio de Janeiro (Brasil); creat cardenal prevere dels Santi Bonifacio e Alessio;
- Ennio Antonelli, arquebisbe de Florència (Itàlia); creat cardenal prevere de Sant'Andrea delle Fratte;
- Tarcisio Bertone, S.D.B., arquebisbe de Gènova (Itàlia); creat cardenal prevere (pro illa vice) de Santa Maria Ausiliatrice a Via Tuscolana;
- Peter Kodwo Appiah Turkson, arquebisbe de Cape Coast (Ghana); creat cardenal prevere de San Liborio;
- Telesphore Placidus Toppo, arquebisbe de Ranchi (Índia); creat cardenal prevere del Sacro Cuore de Gesù agonizzante a Vitinia;
- George Pell, arquebisbe de Sydney (Austràlia); creat cardenal prevere de Santa Maria Domenica Mazzarello;
- Josip Bozanić, arquebisbe de Zagreb (Croàcia); creat cardenal prevere de San Girolamo dels Croati;
- Jean-Baptiste Pham Minh Mân, arquebisbe de Hô Chí Minh (Vietnam); creat cardenal prevere de San Giustino;
- Rodolfo Quezada Toruño, arquebisbe de Guatemala (Guatemala); creat cardenal prevere de San Saturnino; mort el 4 de juny de 2012;
- Philippe Christian Ignace Marie Barbarin, arquebisbe de Lió (França); creat cardenal prevere de la Santissima Trinità al Monte Pincio;
- Péter Erdő, arquebisbe de Esztergom-Budapest (Hongria); creat cardenal prevere de Santa Balbina;
- Marc Ouellet, P.S.S., arquebisbe de Quebec (Canadà); creat cardenal prevere de Santa Maria a Traspontina.

Creà també quattro cardenals de més de vuitanta anys: 
- Georges Marie Martin Cottier, O.P., arquebisbe titular de Tullia, secretari general de la Comissió Teològica Internacional; creat cardenal diaca dels Santi Domenico e Sisto; mort el 31 de març de 2016;
- Gustaaf Joos, arquebisbe titular de Ypres, teòleg; creat cardenal diaca de San Pier Damiani ai Monti de San Paolo; mort el 2 de novembre de 2004;
- Tomáš Špidlík, S.J., prevere, professor emèrit a la Pontifícia Universitat Gregoriana; creat cardenal diaca de Sant'Agata dels Goti; mort el 16 d'abril de 2010;
- Stanisław Kazimierz Nagy, S.C.I., arquebisbe titular de Hòlar, teòleg; creat cardenal diaca de Santa Maria de la Scala; mort el 5 de juny de 2013.